# 和仲
和仲（?—?），中国上古人物。根据《史记·五帝本纪》、《尚书·尧典》记载，和仲是尧的大臣。尧命他居住在西土昧谷。观察日落，夜中（謂晝夜等長）观察虚宿一，来确定秋分。以方便秋天的收成。